# Sphiggurus villosus
Sphiggurus villosus là một loài động vật có vú trong họ Erethizontidae, bộ Gặm nhấm. Loài này được F. Cuvier mô tả năm 1823.